# Alejandra Placencia
Alejandra Francisca Placencia Cabello (Santiago, 14 de febrero de 1978) es una profesora de filosofía y política chilena, militante del Partido Comunista de Chile (PCCh). Desde marzo de 2022 ejerce como diputada de la República en representación del Distrito N.° 10 de la Región Metropolitana de Santiago, por el período legislativo 2022-2026. Previamente ejerció el cargo de concejala por la comuna de Ñuñoa entre 2012 y 2020.
Fue presidenta de la Federación de Estudiantes de la Universidad de Santiago (FEUSACH) entre junio y noviembre de 2000 y se destacó por haber sido dirigenta gremial en el Colegio de Profesores y del Sindicato de Trabajadoras de la Educación de Ñuñoa.

## Reseña biográfica

### Carrera profesional
Ingresó a la Universidad de Santiago en 1997 a la Facultad de Humanidades a estudiar pedagogía en Filosofía. Alejandra Placencia ejerció como Profesora de Estado en Filosofía durante 13 años en el Liceo Municipal Lenka Franulic. Destacó por su labor gremial dentro del rubro docente siendo electa en 2007 como presidenta del Consejo Comunal Ñuñoa del Colegio de Profesores y como fundadora en 2010 del Sindicato de Trabajadores de la Educación de Ñuñoa.

### Carrera política
Comenzó a militar a las Juventudes Comunistas en su primer año en la Universidad. En 1999 se presentó a las elecciones de la FEUSACH, siendo elegida vicepresidenta, ejerciendo el cargo hasta 2000, año en el que sería electa presidenta de la Federación. En 2012 se presenta como candidata a concejal en la comuna de Ñuñoa, resultando electa con 3.614 votos. Participó de las primarias de la Nueva Mayoría para el cargo de alcaldesa, quedando segunda, 2.097 votos detrás de Helia Molina. Se presentaría en 2016 a la reelección, obteniendo 2.498 votos y ostentando el cargo hasta 2020.
Dentro de sus ocho años como edil, destacó por impulsar la recolección de firmas para la creación de una farmacia popular en la comuna. Presidió la Comisión Fiscalizadora de la Dirección de Obras Municipal que denunció una serie de permisos de edificación fuera de norma, algunos de ellos declarados ilegales por la Corte Suprema.
En enero de 2021 confirma su candidatura a alcaldesa de la comuna de Ñuñoa, sin embargo queda en tercer lugar con 24.398 votos detrás de Emilia Ríos (RD) y Guido Benavidez (RN). En noviembre de ese mismo año, es electa diputada por la coalición Apruebo Dignidad obteniendo 17.970 votos, junto con sus compañeros de lista Gonzalo Winter, Lorena Fries y Emilia Schneider. 
Integra las comisiones de Educación y Seguridad Ciudadana de la Cámara de Diputadas y Diputados. 

## Historial electoral

### Elecciones municipales de 2012
- Elecciones municipales de 2012, para el concejo municipal de Ñuñoa.[7]

### Primarias municipales de 2016
- Primarias municipales de la Nueva Mayoría de 2016, para candidato a alcalde por la comuna de Ñuñoa.

### Elecciones municipales de 2016
- Elecciones municipales de 2016, para el concejo municipal de Ñuñoa.[7]

### Elecciones municipales de 2021
- Elecciones municipales de 2021, para la alcaldía de Ñuñoa.

### Elecciones parlamentarias de 2021
- Elecciones parlamentarias de 2021, candidato a diputado por el Distrito N.° 10 (La Granja, Macul, Ñuñoa, Providencia, San Joaquín y Santiago)[8]